# André Hébuterne
André Hébuterne (* 3. September 1894 in Meaux; † 30. Juni 1992 in Paris) war ein französischer Maler.

## Leben
André Hébuterne war ein Sohn des Buchhalters Achille Casimir Hébuterne und seiner Ehefrau Eudoxie Anaïs Tellier, sowie der ältere Bruder der Malerin Jeanne Hébuterne (1898–1920). Mitte der 1910er Jahre zog die Familie von Meaux nach Paris, wo er an der unabhängigen Académie Colarossi Kunstgeschichte studierte.
Im Künstlerviertel Montparnasse fand er ein Atelier, in dem er 1914 gemeinsam mit seiner Schwester Jeanne lebte. 1917 lernte sie den italienischen Maler Amedeo Modigliani (1884–1920) kennen, und wurde im folgenden Jahr seine Lebensgefährtin und sein wichtigstes Modell.
Um den deutschen Bomben zu entgehen, zog er 1918 mit seiner schwangeren Schwester und Modigliani nach Nizza und Cagnes-sur-Mer, wo sie über ein Jahr blieben und einige Freunde trafen und malten. Am 29. November 1918 kam seine Nichte Jeanne, genannt Giovanna, zur Welt. Während ihres Aufenthaltes in Nizza und der näheren Umgebung besuchten sie öfters Pierre-Auguste Renoir, Pablo Picasso, Giorgio de Chirico und André Derain. Als sein zukünftiger Schwager 1920 an tuberkulöser Meningitis starb, ging seine Schwester, im achten Monat schwanger, in den Freitod.
André Hébuterne erhielt alle Rechte an den Werken seiner Schwester. Erst nach seinem Tod erlaubte seine Witwe der Öffentlichkeit den Zugang zu ihnen. Er selbst hatte nur einen begrenzten Erfolg als Künstler und arbeitete später als Verlagslektor in Paris.
| Personendaten    | Personendaten       |
| ---------------- | ------------------- |
| NAME             | Hébuterne, André    |
| KURZBESCHREIBUNG | französischer Maler |
| GEBURTSDATUM     | 3. September 1894   |
| GEBURTSORT       | Meaux               |
| STERBEDATUM      | 30. Juni 1992       |
| STERBEORT        | Paris               |